# Бульвар Гагарина (Кишинёв)
Бульвар Гагарина (рум. Bulevardul Iuri Gagarin) — улица города Кишинёва, связывающая сектор Ботаника с железнодорожным вокзалом и центром города. Назван в 1961 году в честь Юрия Гагарина — первого космонавта Земли.

## История
В начале XIX века поблизости от территории, на которой в настоящее время расположен Кишинёвский железнодорожный вокзал, находилась Мунчештская застава. К заставе выходили два урочища — Большая Малина и Малая Малина. В урочище Малая Малина находилось село Хруска (известное с XVI века), в 1864 году там была открыта Епархиальная школа и церковь.
В начале XX века данный район стал рабочим предместьем города, его застроили малоэтажными жилыми домами. В 1951 году городскими властями был утверждён Генеральный план развития города, по которому район Мунчештского бульвара стал застраиваться пятиэтажными жилыми домами. Позже на бульваре были построены Дворец культуры железнодорожника, учебный корпус и общежития кооперативного техникума. К бульвару Гагарина прилегает улица Вокзальная аллея (рум. Strada Valea Gării), в начале которой находится железнодорожный вокзал.

## Современное состояние
В настоящее время бульвар Гагарина соединяет сектор Ботаника с центральной частью Кишинёва. С северо-западной конечности бульвара находятся бульвар Негруцци, соединяющий бульвар Гагарина и проспект Штефана чел Маре, проспект Кантемира, соединяющий бульвар Гагарина с улицей Измаильской и улица Албишоара, идущая параллельно реке Бык в сторону секторов Рышкановка и Буюканы. С юго-восточной стороны к бульвару Гагарина примыкают бульвар Дечебал (соединяющий бульвар Гагарина с проспектом Дачия) и улица Мунчештская, магистраль, по которой транспортный поток движется в сторону города Бендеры.
По бульвару проходят несколько маршрутов общественного транспорта Кишинёва — маршрутные такси № 102, 103, 104, 108, 112, 117, 118, 119, 120, 157, 160, 184, 188, 165, 166, 122, 173; троллейбусы № 1 ,4, 5, 8, 17, 19, 20, 28.

## Памятники культуры
На пересечении улицы Мунчештской, бульваров Гагарина и Дечебал находится кладбищенская Троицкая церковь (1869), памятник архитектуры XIX века.